# حزب الطريق الثالث
حزب الطريق الثالث (بالعبرية: הדרך השלישית‏) هاديريخ هاشليشيت) كان حزبًا سياسيًا في إسرائيل أنشأ في التسعينيات من القرن العشرين.

## خلفية
تأسس الحزب في 7 آذار (مارس) 1996 قرب نهاية فترة ولاية الكنيست الثالثة عشرة عندما انفصل عضوان في الكنيست، أفيغدور كاهالاني وإيمانويل زيزمان عن حزب العمل.  واختلف كهالاني وزيزمان مع رغبة الحزب في قبول فكرة الانسحاب من هضبة الجولان مقابل السلام مع سوريا.
لكن في حين اعترض الحزب على الانسحاب من مرتفعات الجولان واتخذ موقفاً متشدداً فيما يتعلق بلبنان، إلا أنه كان لديه وجهات نظر أكثر اعتدالاً بشأن عملية السلام. 
خاض الحزب انتخابات عام 1996 وحصل على 96457 صوتًا. وقد منحه ذلك أربعة مقاعد، حيث انضم يهودا هاريل والبروفيسور ألكسندر لوبوتسكي إلى كاهالاني وزيزمان في الكنيست. وقد تمت دعوتهم للانضمام إلى حكومة نتنياهو التي يقودها الليكود، وتم تعيين كاهالاني وزيرا للأمن الداخلي. وفي 23 مارس 1999، ترك زيزمان الحزب ليصبح عضوا مستقلا في الكنيست. 
خاض الحزب انتخابات عام 1999، لكنه واجه خسارة هائلة في الدعم، ولم يفز إلا بـ 26290 صوتًا (0.7٪)، وهو أقل بكثير من العتبة الانتخابية البالغة 1.5٪. وبعد فشله، توقف الحزب عن العمل، لكنه ظل مسجلاً كحزب. وفي عام 2011 تخلى عن رخصة تسجيله لحزب الاستقلال، عن طريق تغيير الاسم. 

## القادة
| قائد | قائد | قائد             | تولى منصبه | ترك المكتب |
| ---- | ---- | ---------------- | ---------- | ---------- |
|      |      | أفيغدور كاهالاني | 1996       | 2011       |

## نتائج الانتخابات
| انتخابات | قائد             | الأصوات | %         | مقاعد   |
| -------- | ---------------- | ------- | --------- | ------- |
| 1996     | أفيغدور كاهالاني | 96,474  | 3.1 (#9)  | 4 / 120 |
| 1999     | أفيغدور كاهالاني | 26,290  | 0.7 (#19) | 0 / 120 |

## روابط خارجية
- موقع الكنيست "الطريق الثالث".